# Tendens
Tendens er et centralt begreb i kildekritikken, der ofte går for at være en central del af historiefagets metode. Man siger, at ”der er tendens i kilden”, hvis kilden – i sin beskrivelse af en person eller et forløb – implicit giver udtryk for en holdning om det, kilden beskriver. På denne måde kan en persons selvbiografi være præget af tendens, hvis personen bag biografien prøver at fremstille sig selv i et positivt lys eller, hvis der er udeladt visse ting. Nogle tekster er mere tendensladede end andre, men det er generelt vigtigt i kildekritikken at være opmærksom på tendens.